# مقاطعة إقليد
مقاطعة إقليد (بالفارسية: شهرستان اقلید) هي إحدى المقاطعات في محافظة فارس في إيران. مركز مقاطعة إقليد هو مدينة إقليد.